# Neckyáda

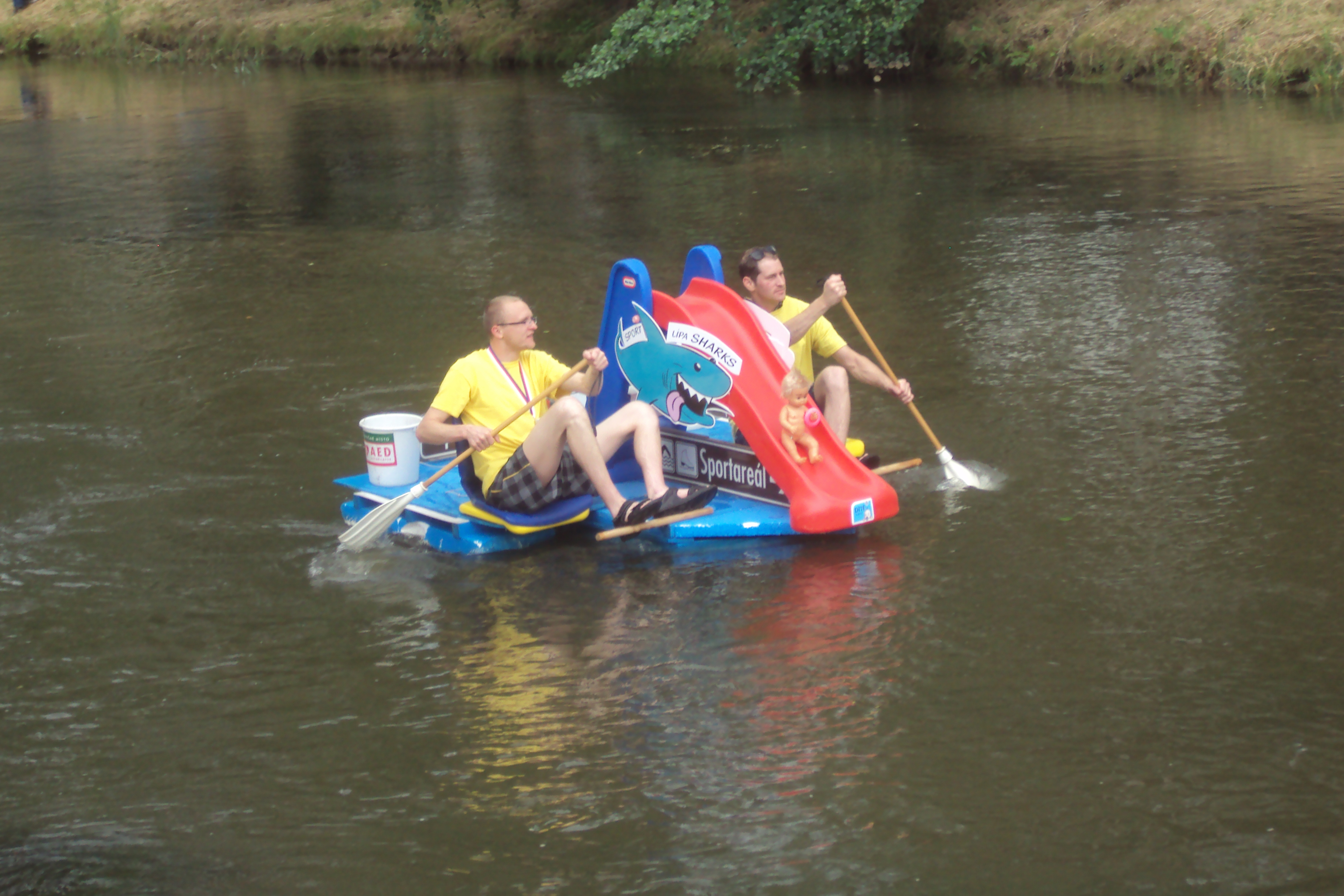
Neckyáda v České Lípě 2014

Neckyáda je označení vodácké úsměvné akce, atrakce na vodě, při nichž plují lidé mnohdy v převlecích na netradičních plavidlech. Neckyáda bývá organizována při různých příležitostech, bývá součástí různých slavností, dětských dnů. Pojem vychází z kdysi běžných dřevěných necek, preferovaná jsou plavidla všelijak vyzdobená a různých tvarů i materiálů. Akce se konají na rybnících i řekách. Smyslem je zábava plavců i diváků na březích.

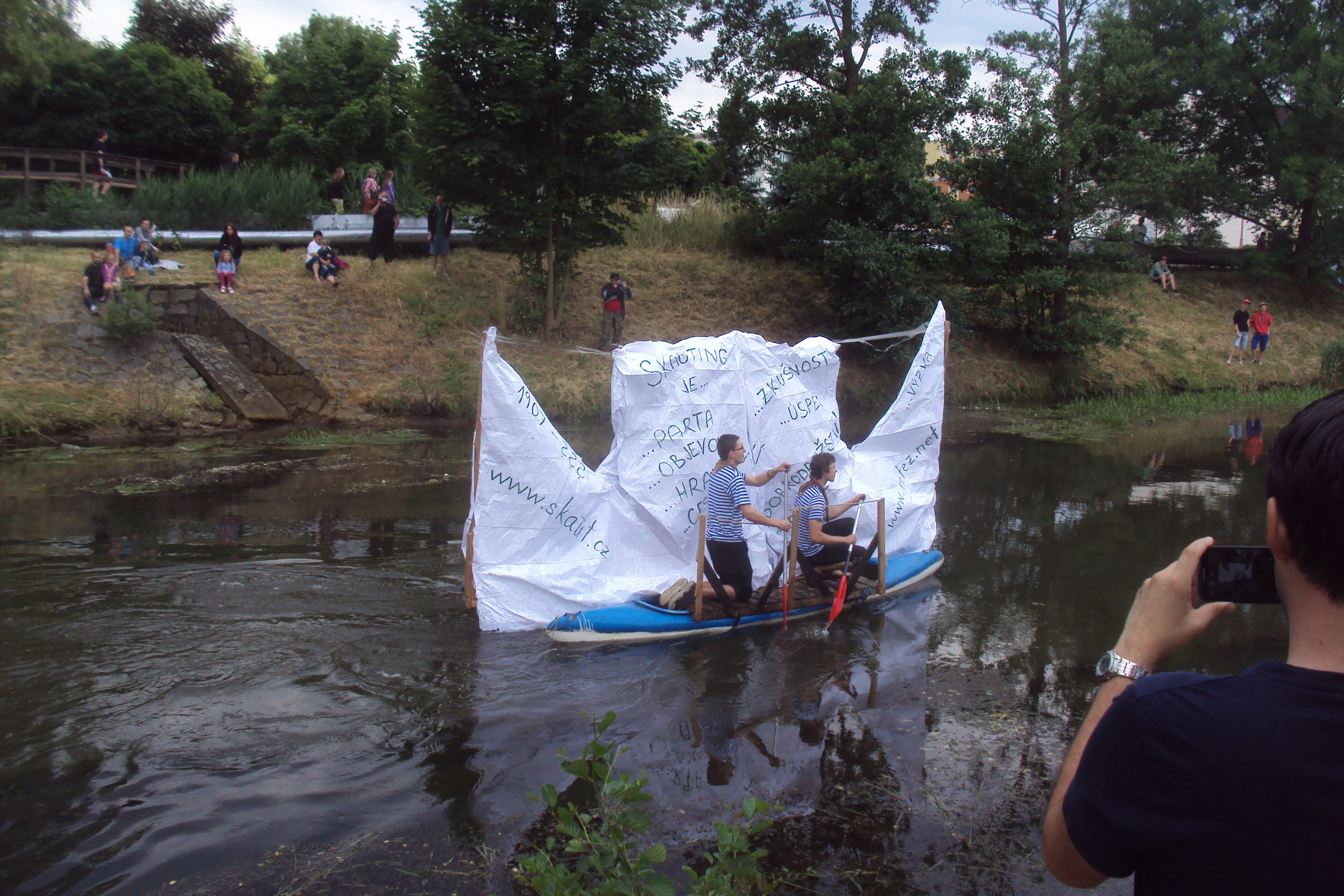
Plavidlo při neckyádě v České Lípě